# Kontusaari (ö i Birkaland, Tammerfors, lat 61,73, long 23,80)
Kontusaari är en ö i Finland. Den ligger i sjön Näsijärvi och i kommunen Tammerfors i den ekonomiska regionen Tammerfors och landskapet Birkaland, i den södra delen av landet, 180 km norr om huvudstaden Helsingfors. Öns area är 4,9 hektar och dess största längd är 330 meter i nord-sydlig riktning.